# Mistrzostwa Świata w Hokeju na Lodzie 2010 (elita)
Mistrzostwa Świata w Hokeju na Lodzie Elity 2010 odbyły się w niemieckich miastach: Kolonia, Mannheim, oraz Gelsenkirchen w dniach 7 maja – 23 maja. Był to 74. turniej o złoty medal mistrzostw świata, a po raz siódmy został rozegrany w Niemczech (poprzednio kraj ten był organizatorem imprezy tej rangi w roku 2001).
W tej części mistrzostw uczestniczyło 16 najlepszych reprezentacji na świecie. System rozgrywania meczów był inny niż w niższych dywizjach. Najpierw odbyły się dwie fazy grupowe, a następnie systemem pucharowym 8 drużyn walczyło o mistrzostwo. Ostatnie w tabeli drużyny z poszczególnych czterech grup fazy zasadniczej grały między sobą o utrzymanie w elicie, dwie najsłabsze zostały zdegradowane do I dywizji.
Hale w których odbyły się zawody to:

Lanxess Arena (o pojemności 18 000 miejsc)

SAP Arena (o pojemności 13 600 miejsc)
Mecz otwarcia turnieju odbył się na stadionie:

Veltins-Arena (o pojemności 76 000 miejsc).

Spotkanie to obejrzało 77 803, co stanowi absolutny rekord frekwencji na meczu hokejowym.

## Pierwsza faza grupowa

### Grupa A
Wyniki
| 9 maja 2010 | Białoruś | 5:2 | Kazachstan | Lanxess Arena, Kolonia |

| Szczegóły      | Szczegóły | Szczegóły       | Szczegóły                                    | Szczegóły                                                             |
| -------------- | --- | --------------- | -------------------------------------------- | --------------------------------------------------------------------- |
| Godzina: 16:15 | D. Mialeszka 32:09 (PP) M. Stefanowicz 33:39 (EQ) A. Kalużny 44:21 (EQ) R. Salej 50:14 (PP) S. Diemagin 58:20 (EQ) | (0:0, 2:2, 3:0) | 20:17 (EQ) D. Dudariew 30:30 (PP) W. Antipin | Widzów: 6125 Sędzia główny: Ole Hansen Sędziowie liniowi: Rick Looker |

| 9 maja 2010 | Słowacja | 1:3 | Rosja | Lanxess Arena, Kolonia |

| Szczegóły      | Szczegóły             | Szczegóły       | Szczegóły                                                              | Szczegóły                                                                    |
| -------------- | --------------------- | --------------- | ---------------------------------------------------------------------- | ---------------------------------------------------------------------------- |
| Godzina: 20:15 | I. Majeský (EQ) 43:51 | (0:1, 0:1, 1:1) | 14:51 (EQ) M. Afinogienow 29:23 (EQ) A. Owieczkin 59:06 (EN) W. Kozłow | Widzów: 18522 Sędzia główny: Marc Muylaert Sędziowie liniowi: Patrik Sjoberg |

| 11 maja 2010 | Rosja | 4:1 | Kazachstan | Lanxess Arena, Kolonia |

| Szczegóły      | Szczegóły                                                                                       | Szczegóły       | Szczegóły              | Szczegóły                                                              |
| -------------- | ----------------------------------------------------------------------------------------------- | --------------- | ---------------------- | ---------------------------------------------------------------------- |
| Godzina: 16:15 | A. Owieczkin 10:20 (PP) I. Kowalczuk 20:42 (EQ) A. Siomin 37:55 (EQ) D. Griebieszkow 43:22 (EQ) | (1:0, 2:0, 1:1) | 57:59 (EQ) D. Dudariew | Widzów: 9274 Sędzia główny: Rick Looker Sędziowie liniowi: Milan Minář |

| 11 maja 2010 | Białoruś | 2:4 | Słowacja | Lanxess Arena, Kolonia |

| Szczegóły      | Szczegóły                                    | Szczegóły       | Szczegóły                                                                                  | Szczegóły                                                                    |
| -------------- | -------------------------------------------- | --------------- | ------------------------------------------------------------------------------------------ | ---------------------------------------------------------------------------- |
| Godzina: 20:15 | S. Diemagin 04:29 (EQ) A. Kalużny 09:03 (EQ) | (2:0, 0:2, 0:2) | 22:42 (PP) I. Čiernik 30:07 (EQ) M. Bartovič 44:07 (PP) M. Zagrapan 59:06 (EQ) M. Bartovič | Widzów: 8862 Sędzia główny: Christer Larking Sędziowie liniowi: Chris Savage |

| 13 maja 2010 | Rosja | 3:1 | Białoruś | Lanxess Arena, Kolonia |

| Szczegóły      | Szczegóły                                                             | Szczegóły       | Szczegóły             | Szczegóły                                                                |
| -------------- | --------------------------------------------------------------------- | --------------- | --------------------- | ------------------------------------------------------------------------ |
| Godzina: 16:15 | S. Moziakin 10:45 (PP) A. Owieczkin 32:21 (EQ) A. Anisimow 34:03 (EQ) | (1:0, 2:0, 0:1) | 47:30 (EQ) A. Kalużny | Widzów: 17540 Sędzia główny: Ole Hansen Sędziowie liniowi: Marc Muylaert |

| 13 maja 2010 | Kazachstan | 1:5 | Słowacja | Lanxess Arena, Kolonia |

| Szczegóły      | Szczegóły              | Szczegóły       | Szczegóły | Szczegóły                                                                       |
| -------------- | ---------------------- | --------------- | --- | ------------------------------------------------------------------------------- |
| Godzina: 20:15 | D. Dudariew 44:03 (EQ) | (0:1, 0:2, 1:2) | 16:30 (EQ) M. Zagrapan 25:04 (EQ) I. Čiernik 33:52 (EQ) I. Čiernik 54:18 (PS) T. Tatar 58:05 (EQ) A. Podkonický | Widzów: 13556 Sędzia główny: Vladimír Šindler Sędziowie liniowi: Patrik Sjoberg |

Tabela
Lp. = lokata, M = liczba rozegranych spotkań, W = Wygrane, WpD = Wygrane po dogrywce lub karnych, PpD = Porażki po dogrywce lub karnych, P = Porażki, G+ = Gole strzelone, G- = Gole stracone, Pkt = Liczba zdobytych punktów
| Lp. | Zespół     | M | Pkt | W | WpD | PpD | P | G + | G - | +/- |
| --- | ---------- | - | --- | - | --- | --- | - | --- | --- | --- |
| 1   | Rosja      | 3 | 9   | 3 | 0   | 0   | 0 | 10  | 3   | +7  |
| 2   | Słowacja   | 3 | 6   | 2 | 0   | 0   | 1 | 10  | 6   | +4  |
| 3   | Białoruś   | 3 | 3   | 1 | 0   | 0   | 2 | 8   | 9   | -1  |
| 4   | Kazachstan | 3 | 0   | 0 | 0   | 0   | 3 | 4   | 14  | -10 |

### Grupa B
Wyniki
| 8 maja 2010 | Kanada | 5:1 | Włochy | SAP Arena, Mannheim |

| Szczegóły      | Szczegóły                                                                                                   | Szczegóły       | Szczegóły                  | Szczegóły                                                                   |
| -------------- | --- | --------------- | -------------------------- | --------------------------------------------------------------------------- |
| Godzina: 16:15 | C. Perry 02:43 (EQ) K. Russell 19:12 (PP) M. Duchene 25:57 (EQ) S. Stamkos 30:37 (EQ) R. Bourque 57:19 (EQ) | (2:1, 2:0, 1:0) | 12:44 (EQ) M. Strazzabosco | Widzów: 7912 Sędzia główny: Vladimír Baluška Sędziowie liniowi: Daniel Konc |

| 8 maja 2010 | Szwajcaria | 3:1 | Łotwa | SAP Arena, Mannheim |

| Szczegóły      | Szczegóły                                                       | Szczegóły       | Szczegóły           | Szczegóły                                                                   |
| -------------- | --------------------------------------------------------------- | --------------- | ------------------- | --------------------------------------------------------------------------- |
| Godzina: 20:15 | A. Ambühl (EQ) 02:26 R. Josi (EQ) 22:28 I. Ruthemann (EN) 59:58 | (1:0, 1:0, 1:1) | 42:35 (EQ) G. Meija | Widzów: 7089 Sędzia główny: Tom Laaksonen Sędziowie liniowi: Thomas Stearns |

| 10 maja 2010 | Szwajcaria | 3:0 | Włochy | SAP Arena, Mannheim |

| Szczegóły      | Szczegóły                                                      | Szczegóły       | Szczegóły | Szczegóły                                                                        |
| -------------- | -------------------------------------------------------------- | --------------- | --------- | -------------------------------------------------------------------------------- |
| Godzina: 16:15 | T. Monnet 21:20 (EQ) D. Brunner 46:39 (PP) M. Plüss 59:44 (EN) | (0:0, 1:0, 2:0) |           | Widzów: 5,971 Sędzia główny: Rafaił Kadyrow Sędziowie liniowi: Daniel Piechaczek |

| 10 maja 2010 | Łotwa | 1:6 | Kanada | SAP Arena, Mannheim |

| Szczegóły      | Szczegóły            | Szczegóły       | Szczegóły | Szczegóły                                                                    |
| -------------- | -------------------- | --------------- | --- | ---------------------------------------------------------------------------- |
| Godzina: 20:15 | G. Pujacs 50:25 (EQ) | (0:2, 0:4, 1:0) | 01:59 (PP) J. Tavares 18:19 (PP) S. Stamkos 25:30 (PP) M. Giordano 26:58 (PP) J. Tavares 30:07 (EQ) S. Downie 39:06 (EQ) M. Giordano | Widzów: 5501 Sędzia główny: Daniel Konc Sędziowie liniowi: Konstantin Olenin |

| 12 maja 2010 | Włochy | 2:5 | Łotwa | SAP Arena, Mannheim |

| Szczegóły      | Szczegóły                                       | Szczegóły       | Szczegóły | Szczegóły                                                                    |
| -------------- | ----------------------------------------------- | --------------- | --- | ---------------------------------------------------------------------------- |
| Godzina: 16:15 | M. De Marchi 14:45 (EQ) G. Scandella 43:28 (PP) | (1:1, 0:1, 1:3) | 00:50 (EQ) K. Daugaviņš 28:26 (EQ) A. Ņiživijs 41:56 (EQ) A. Reķis 57:13 (EQ) K. Daugaviņš 59:09 (EN) M. Karsums | Widzów: 4029 Sędzia główny: Vladimír Baluška Sędziowie liniowi: Jari Levonen |

| 12 maja 2010 | Kanada | 1:4 | Szwajcaria | SAP Arena, Mannheim |

| Szczegóły      | Szczegóły             | Szczegóły | Szczegóły                                                                             | Szczegóły                                                                   |
| -------------- | --------------------- | --------- | ------------------------------------------------------------------------------------- | --------------------------------------------------------------------------- |
| Godzina: 20:15 | J. Tavares 14:29 (EQ) |           | 11:47 (EQ) I. Ruthemann 14:03 (EQ) M. Plüss 21:38 (EQ) A. Ambühl 45:29 (EQ) T. Deruns | Widzów: 12500 Sędzia główny: Tom Laaksonen Sędziowie liniowi: Thomas Sterns |

Tabela
Lp. = lokata, M = liczba rozegranych spotkań, W = Wygrane, WpD = Wygrane po dogrywce lub karnych, PpD = Porażki po dogrywce lub karnych, P = Porażki, G+ = Gole strzelone, G- = Gole stracone, Pkt = Liczba zdobytych punktów
| Lp. | Zespół     | M | Pkt | W | WpD | PpD | P | G + | G - | +/- |
| --- | ---------- | - | --- | - | --- | --- | - | --- | --- | --- |
| 1   | Szwajcaria | 3 | 9   | 3 | 0   | 0   | 0 | 10  | 2   | +8  |
| 2   | Kanada     | 3 | 6   | 2 | 0   | 0   | 1 | 12  | 6   | +6  |
| 3   | Łotwa      | 3 | 3   | 1 | 0   | 0   | 2 | 7   | 11  | -4  |
| 4   | Włochy     | 3 | 0   | 0 | 0   | 0   | 3 | 3   | 13  | -10 |

### Grupa C
Wyniki
| 9 maja 2010 | Czechy | 6:2 | Francja | SAP Arena, Mannheim |

| Szczegóły      | Szczegóły | Szczegóły       | Szczegóły                                   | Szczegóły                                                                     |
| -------------- | --- | --------------- | ------------------------------------------- | ----------------------------------------------------------------------------- |
| Godzina: 16:15 | P. Hubáček 00:44 (EQ) J. Novotný 11:43 (PP) P. Gregorek 23:23 (EQ) K. Rachůnek 25:07 (PP) L. Kašpar 46:06 (EQ) M. Blaťák 59:27 (PP) | (2:0, 2:0, 2:2) | 46:27 (EQ) Y. Treille 48:37 (EQ) L. Meunier | Widzów: 3132 Sędzia główny: Jari Levonen Sędziowie liniowi: Konstantin Olenin |

| 9 maja 2010 | Norwegia | 2:5 | Szwecja | SAP Arena, Mannheim |

| Szczegóły      | Szczegóły                                    | Szczegóły       | Szczegóły | Szczegóły                                                                       |
| -------------- | -------------------------------------------- | --------------- | --- | ------------------------------------------------------------------------------- |
| Godzina: 20:15 | P. Thoresen (PP) 20:20 H. Solberg (EQ) 44:57 | (0:2, 1:0, 1:3) | 06:43 (EQ) M. Weinhandl 12:45 (PP) E. Karlsson 47:08 (EQ) M. Weinhandl 54:31 (EQ) M. Pääjärvi Svensson 57:43 (PP) M. Weinhandl | Widzów: 5022 Sędzia główny: Rafaił Kadyrow Sędziowie liniowi: Daniel Piechaczek |

| 11 maja 2010 | Czechy | 2:3 | Norwegia | SAP Arena, Mannheim |

| Szczegóły      | Szczegóły                             | Szczegóły       | Szczegóły                                                             | Szczegóły                                                                  |
| -------------- | ------------------------------------- | --------------- | --------------------------------------------------------------------- | -------------------------------------------------------------------------- |
| Godzina: 16:15 | J. Jágr 27:56 (PP) J. Jágr 53:09 (EQ) | (0:1, 1:1, 1:1) | 12:09 (EQ) M. Aasen 30:13 (EQ) A. Fredriksen 44:23 (EQ) A. Bastiansen | Widzów: 2256 Sędzia główny: Tom Laaksonen Sędziowie liniowi: Thomas Sterns |

| 11 maja 2010 | Szwecja | 3:2 | Francja | SAP Arena, Mannheim |

| Szczegóły      | Szczegóły                                                            | Szczegóły       | Szczegóły                                  | Szczegóły                                                                    |
| -------------- | -------------------------------------------------------------------- | --------------- | ------------------------------------------ | ---------------------------------------------------------------------------- |
| Godzina: 20:15 | C. Gunnarsson 17:49 (EQ) J. Andersson 22:34 (EQ) J. Harju 27:44 (EQ) | (1:0, 2:0, 0:2) | 44:34 (EQ) Y. Treille 54:05 (EQ) L. Tardif | Widzów: 3268 Sędzia główny: Vladimír Baluška Sędziowie liniowi: Jari Levonen |

| 13 maja 2010 | Francja | 1:5 | Norwegia | SAP Arena, Mannheim |

| Szczegóły      | Szczegóły              | Szczegóły       | Szczegóły | Szczegóły                                                                    |
| -------------- | ---------------------- | --------------- | --- | ---------------------------------------------------------------------------- |
| Godzina: 16:15 | S. Da Costa 12:49 (PP) | (1:0, 0:1, 0:4) | 32:02 (EQ) P. Lorentzen 42:34 (PP) M. Aasen 47:19 (EQ) A. Bastiansen 48:42 (EQ) P. Thoresen 56:57 (PS) M. Olimb | Widzów: 4403 Sędzia główny: Daniel Konc Sędziowie liniowi: Daniel Piechaczek |

| 13 maja 2010 | Szwecja | 1:2 | Czechy | SAP Arena, Mannheim |

| Szczegóły      | Szczegóły                       | Szczegóły       | Szczegóły                                   | Szczegóły                                                                        |
| -------------- | ------------------------------- | --------------- | ------------------------------------------- | -------------------------------------------------------------------------------- |
| Godzina: 20:15 | M. Pääjärvi Svensson 24:03 (EQ) | (0:1, 1:1, 0:0) | 00:54 (SH) T. Rolinek 29:18 (EQ) P. Hubáček | Widzów: 12500 Sędzia główny: Rafaił Kadyrow Sędziowie liniowi: Konstantin Olenin |

Tabela
Lp. = lokata, M = liczba rozegranych spotkań, W = Wygrane, WpD = Wygrane po dogrywce lub karnych, PpD = Porażki po dogrywce lub karnych, P = Porażki, G+ = Gole strzelone, G- = Gole stracone, Pkt = Liczba zdobytych punktów
| Lp. | Zespół   | M | Pkt | W | WpD | PpD | P | G + | G - | +/- |
| --- | -------- | - | --- | - | --- | --- | - | --- | --- | --- |
| 1   | Szwecja  | 3 | 6   | 2 | 0   | 0   | 1 | 9   | 6   | +3  |
| 2   | Norwegia | 3 | 6   | 2 | 0   | 0   | 1 | 10  | 6   | +4  |
| 3   | Czechy   | 3 | 6   | 2 | 0   | 0   | 1 | 10  | 8   | +2  |
| 4   | Francja  | 3 | 0   | 0 | 0   | 0   | 3 | 5   | 14  | -9  |

### Grupa D
Wyniki
| 7 maja 2010 | Stany Zjednoczone | 1:2 pd. | Niemcy | Veltins-Arena, Gelsenkirchen |

| Szczegóły      | Szczegóły            | Szczegóły            | Szczegóły                               | Szczegóły                                                                     |
| -------------- | -------------------- | -------------------- | --------------------------------------- | ----------------------------------------------------------------------------- |
| Godzina: 20:15 | R. Carter 48:28 (EQ) | (0:0, 0:1, 1:0, 0:1) | 25:20 (EQ) M. Wolf 60:21 (EQ) F. Schütz | Widzów: 77803 Sędzia główny: Christer Larking Sędziowie liniowi: Chris Savage |

| 8 maja 2010 | Finlandia | 1:4 | Dania | Lanxess Arena, Kolonia |

| Szczegóły      | Szczegóły             | Szczegóły       | Szczegóły                                                                              | Szczegóły                                                               |
| -------------- | --------------------- | --------------- | -------------------------------------------------------------------------------------- | ----------------------------------------------------------------------- |
| Godzina: 20:15 | P. Kontiola (EQ) 6:47 | (1:2, 0:1, 0:1) | 02:20 (EQ) F. Nielsen 05:19 (EQ) P. Regin 21:19 (EQ) J. Jakobsen 59:13 (EN) F. Nielsen | Widzów: 11452 Sędzia główny: Rick Looker Sędziowie liniowi: Milan Minář |

| 10 maja 2010 | Stany Zjednoczone | 1:2 pd. | Dania | Lanxess Arena, Kolonia |

| Szczegóły      | Szczegóły            | Szczegóły            | Szczegóły                                | Szczegóły                                                                  |
| -------------- | -------------------- | -------------------- | ---------------------------------------- | -------------------------------------------------------------------------- |
| Godzina: 16:15 | K. Yandle 32:03 (PP) | (0:0, 1:1, 0:0, 0:1) | 28:52 (EQ) L. Eller 62:04 (EQ) S. Lassen | Widzów: 8985 Sędzia główny: Ole Hansen Sędziowie liniowi: Vladimír Šindler |

| 10 maja 2010 | Niemcy | 0:1 | Finlandia | Lanxess Arena, Kolonia |

| Szczegóły      | Szczegóły | Szczegóły       | Szczegóły             | Szczegóły                                                                       |
| -------------- | --------- | --------------- | --------------------- | ------------------------------------------------------------------------------- |
| Godzina: 20:15 |           | (0:0, 0:1, 0:0) | 25:18 (EQ) J. Immonen | Widzów: 18654 Sędzia główny: Christer Larking Sędziowie liniowi: Patrik Sjoberg |

| 12 maja 2010 | Dania | 1:3 | Niemcy | Lanxess Arena, Kolonia |

| Szczegóły      | Szczegóły            | Szczegóły       | Szczegóły                                                | Szczegóły                                                                  |
| -------------- | -------------------- | --------------- | -------------------------------------------------------- | -------------------------------------------------------------------------- |
| Godzina: 16:15 | P. Larsen 03:40 (PP) | (1:1, 0:2, 0:0) | 08:40 (PP) M. Goc 33:28 (EQ) F. Schütz 35:09 (EQ) N. Goc | Widzów: 18623 Sędzia główny: Marc Muylaert Sędziowie liniowi: Chris Savage |

| 12 maja 2010 | Finlandia | 3:2 | Stany Zjednoczone | Lanxess Arena, Kolonia |

| Szczegóły      | Szczegóły                                                          | Szczegóły      | Szczegóły                                | Szczegóły                                                                    |
| -------------- | ------------------------------------------------------------------ | -------------- | ---------------------------------------- | ---------------------------------------------------------------------------- |
| Godzina: 20:15 | L. Komarov 35:52 (EQ) P. Nummelin 40:18 (PP) S. Kapanen 57:58 (EQ) | (0:1, 1:0 2:1) | 03:30 (EQ) D. Moss 59:43 (SH) T.J. Oshie | Widzów: 17633 Sędzia główny: Milan Minář Sędziowie liniowi: Vladimír Šindler |

Tabela
Lp. = lokata, M = liczba rozegranych spotkań, W = Wygrane, WpD = Wygrane po dogrywce lub karnych, PpD = Porażki po dogrywce lub karnych, P = Porażki, G+ = Gole strzelone, G- = Gole stracone, Pkt = Liczba zdobytych punktów
| Lp. | Zespół    | M | Pkt | W | WpD | PpD | P | G + | G - | +/- |
| --- | --------- | - | --- | - | --- | --- | - | --- | --- | --- |
| 1   | Finlandia | 3 | 6   | 2 | 0   | 0   | 1 | 5   | 6   | -1  |
| 2   | Niemcy    | 3 | 5   | 1 | 1   | 0   | 1 | 5   | 3   | +2  |
| 3   | Dania     | 3 | 5   | 1 | 1   | 0   | 1 | 7   | 5   | +2  |
| 4   | USA       | 3 | 2   | 0 | 0   | 2   | 1 | 4   | 7   | -3  |

## Druga faza grupowa

### Grupa E
| 14 maja 2010 | Słowacja | 0:6 | Dania | Lanxess Arena, Kolonia |

| Szczegóły      | Szczegóły | Szczegóły       | Szczegóły | Szczegóły                                                                  |
| -------------- | --------- | --------------- | --- | -------------------------------------------------------------------------- |
| Godzina: 16:15 |           | (0:6, 0:0, 0:0) | 01:05 (EQ) P. Regin 04:20 (PP) P. Larsen 04:40 (PP) M. Christensen 10:52 (PP) M. Madsen 12:21 (EQ) M. Green 13:42 (EQ) S. Lassen | Widzów: 4442 Sędzia główny: Ole Hansen Sędziowie liniowi: Christer Larking |

| 14 maja 2010 | Finlandia | 2:0 | Białoruś | Lanxess Arena, Kolonia |

| Szczegóły      | Szczegóły                                     | Szczegóły       | Szczegóły | Szczegóły                                                                 |
| -------------- | --------------------------------------------- | --------------- | --------- | ------------------------------------------------------------------------- |
| Godzina: 20:15 | J. Immonen 27:23 (PP) J-P. Hytönen 32:19 (EQ) | (0:0, 2:0, 0:0) |           | Widzów: 5273 Sędzia główny: Rick Looker Sędziowie liniowi: Patrik Sjoberg |

| 15 maja 2010 | Rosja | 3:2 | Niemcy | Lanxess Arena, Kolonia |

| Szczegóły      | Szczegóły                                                             | Szczegóły       | Szczegóły                                  | Szczegóły                                                                    |
| -------------- | --------------------------------------------------------------------- | --------------- | ------------------------------------------ | ---------------------------------------------------------------------------- |
| Godzina: 20:15 | I. Kowalczuk 14:20 (EQ) N. Kulomin 26:10 (EQ) A. Owieczkin 49:46 (EQ) | (1:0, 1:1, 1:1) | 39:59 (EQ) Ch. Ehrhoff 53:39 (EQ) A. Barta | Widzów: 18343 Sędzia główny: Milan Minář Sędziowie liniowi: Vladimír Šindler |

| 16 maja 2010 | Dania | 1:6 | Rosja | Lanxess Arena, Kolonia |

| Szczegóły      | Szczegóły                 | Szczegóły       | Szczegóły | Szczegóły                                                                  |
| -------------- | ------------------------- | --------------- | --- | -------------------------------------------------------------------------- |
| Godzina: 16:15 | M. Christensen 25:02 (PP) | (0:2, 1:1, 0:3) | 15:07 (EQ) P. Daciuk 19:12 (SH) A. Owieczkin 33:40 (PP) J. Małkin 47:51 (EQ) P. Daciuk 50:51 (PS) P. Daciuk 52:26 (EQ) N. Kulomin | Widzów: 5789 Sędzia główny: Ole Hansen Sędziowie liniowi: Christer Larking |

| 16 maja 2010 | Niemcy | 1:2 pd. | Białoruś | Lanxess Arena, Kolonia |

| Szczegóły      | Szczegóły            | Szczegóły            | Szczegóły                                    | Szczegóły                                                                  |
| -------------- | -------------------- | -------------------- | -------------------------------------------- | -------------------------------------------------------------------------- |
| Godzina: 20:15 | M. Müller 59:06 (EQ) | (0:1, 0:0, 1:0, 0:1) | 06:43 (EQ) A. Michalou 64:45 (EQ) A. Kalużny | Widzów: 11748 Sędzia główny: Marc Muylaert Sędziowie liniowi: Chris Savage |

| 17 maja 2010 | Finlandia | 5:2 | Słowacja | Lanxess Arena, Kolonia |

| Szczegóły      | Szczegóły | Szczegóły       | Szczegóły                                 | Szczegóły                                                               |
| -------------- | --- | --------------- | ----------------------------------------- | ----------------------------------------------------------------------- |
| Godzina: 16:15 | P. Kontiola 29:20 (EQ) P. Nummelin 30:13 (EQ) J. Jokinen 33:26 (EQ) J. Jokinen 56:34 (EQ) J. Aaltonen 58:54 (EN) | (0:0, 3:0, 2:2) | 41:58 (EQ) T. Tatar 58:01 (EQ) V. Mihálik | Widzów: 3474 Sędzia główny: Milan Minář Sędziowie liniowi: Chris Savage |

| 17 maja 2010 | Białoruś | 2:1 | Dania | Lanxess Arena, Kolonia |

| Szczegóły      | Szczegóły                                    | Szczegóły       | Szczegóły           | Szczegóły                                                                   |
| -------------- | -------------------------------------------- | --------------- | ------------------- | --------------------------------------------------------------------------- |
| Godzina: 20:15 | A. Staś 36:31 (EQ) M. Stefanowicz 57:49 (PP) | (0:1, 1:0, 1:0) | 00:38 (EQ) L. Eller | Widzów: 3257 Sędzia główny: Rick Looker Sędziowie liniowi: Vladimír Šindler |

| 18 maja 2010 | Słowacja | 1:2 | Niemcy | Lanxess Arena, Kolonia |

| Szczegóły      | Szczegóły            | Szczegóły       | Szczegóły                                  | Szczegóły                                                                 |
| -------------- | -------------------- | --------------- | ------------------------------------------ | ------------------------------------------------------------------------- |
| Godzina: 16:15 | M. Svatoš 39:17 (PP) | (0:1, 1:1, 0:0) | 07:19 (EQ) A. Barta 24:42 (EQ) D. Kreutzer | Widzów: 15137 Sędzia główny: Ole Hansen Sędziowie liniowi: Patrik Sjoberg |

| 18 maja 2010 | Rosja | 5:0 | Finlandia | Lanxess Arena, Kolonia |

| Szczegóły      | Szczegóły | Szczegóły       | Szczegóły | Szczegóły                                                                 |
| -------------- | --- | --------------- | --------- | ------------------------------------------------------------------------- |
| Godzina: 20:15 | S. Fiodorow 16:42 (PP) J. Małkin 33:52 (PP) N. Kulomin 34:02 (EQ) A. Jemielin 42:15 (EQ) M. Afinogienow 42:55 (EQ) | (1:0, 2:0, 2:0) |           | Widzów: 11687 Sędzia główny: Rick Looker Sędziowie liniowi: Marc Muylaert |

Tabela
Lp. = lokata, M = liczba rozegranych spotkań, W = Wygrane, WpD = Wygrane po dogrywce lub karnych, PpD = Porażki po dogrywce lub karnych, P = Porażki, G+ = Gole strzelone, G- = Gole stracone, Pkt = Liczba zdobytych punktów
| Lp. | Zespół    | M | Pkt | W | WpD | PpD | P | G + | G - | +/- |
| --- | --------- | - | --- | - | --- | --- | - | --- | --- | --- |
| 1   | Rosja     | 5 | 15  | 5 | 0   | 0   | 0 | 20  | 5   | +15 |
| 2   | Finlandia | 5 | 9   | 3 | 0   | 0   | 2 | 9   | 11  | -2  |
| 3   | Niemcy    | 5 | 7   | 2 | 0   | 1   | 2 | 8   | 8   | 0   |
| 4   | Dania     | 5 | 6   | 2 | 0   | 0   | 3 | 13  | 12  | +1  |
| 5   | Białoruś  | 5 | 5   | 1 | 1   | 0   | 3 | 7   | 11  | -4  |
| 6   | Słowacja  | 5 | 3   | 1 | 0   | 0   | 4 | 8   | 18  | -10 |

### Grupa F
Wyniki
| 14 maja 2010 | Kanada | 12:1 | Norwegia | SAP Arena, Mannheim |

| Szczegóły      | Szczegóły | Szczegóły       | Szczegóły           | Szczegóły                                                                    |
| -------------- | --- | --------------- | ------------------- | ---------------------------------------------------------------------------- |
| Godzina: 16:15 | E. Kane 13:09 (EQ) C. Perry 23:51 (PP) M. Giordano 33:12 (EQ) J. Tavares 36:42 (PP) R. Peverley 37:27 (EQ) S. Downie 38:16 (EQ) R. Whitney 39:06 (PP) E. Kane 39:48 (PP) E. Kane 40:39 (PP) J. Tavares 45:57 (EQ) J. Tavares 49:18 (EQ) M. Duchene 50:18 (EQ) | (1:1, 7:0, 4:0) | 01:35 (EQ) J. Holøs | Widzów: 2670 Sędzia główny: Vladimír Baluška Sędziowie liniowi: Jari Levonen |

| 14 maja 2010 | Szwecja | 4:2 | Łotwa | SAP Arena, Mannheim |

| Szczegóły      | Szczegóły                                                                                                   | Szczegóły       | Szczegóły                                   | Szczegóły                                                                    |
| -------------- | --- | --------------- | ------------------------------------------- | ---------------------------------------------------------------------------- |
| Godzina: 20:15 | M. Pääjärvi Svensson 00:31 (EQ) O. Ekman Larsson 05:08 (EQ) M. Nylander 14:30 (EQ) T. Mårtensson 58:00 (EQ) | (3:1, 0:0, 1:1) | 00:56 (EQ) M. Karsums 45:01 (EQ) M. Karsums | Widzów: 3078 Sędzia główny: Daniel Konc Sędziowie liniowi: Daniel Piechaczek |

| 15 maja 2010 | Szwajcaria | 3:2 | Czechy | SAP Arena, Mannheim |

| Szczegóły      | Szczegóły                                                     | Szczegóły       | Szczegóły                                | Szczegóły                                                                       |
| -------------- | ------------------------------------------------------------- | --------------- | ---------------------------------------- | ------------------------------------------------------------------------------- |
| Godzina: 20:15 | M. Plüss 04:13 (EQ) A. Ambühl 14:07 (EQ) A. Ambühl 31:47 (EQ) | (2:0, 1:2, 0:0) | 24:07 (EQ) J. Marek 34:41 (EQ) M. Blaťák | Widzów: 7206 Sędzia główny: Rafaił Kadyrow Sędziowie liniowi: Konstantin Olenin |

| 16 maja 2010 | Łotwa | 5:0 | Norwegia | SAP Arena, Mannheim |

| Szczegóły      | Szczegóły | Szczegóły       | Szczegóły | Szczegóły                                                                   |
| -------------- | --- | --------------- | --------- | --------------------------------------------------------------------------- |
| Godzina: 16:15 | L. Dārziņš 42:06 (EQ) M. Cipulis 48:45 (PP) G. Galviņš 57:02 (PP) J. Sprukts 58:25 (EN) G. Galviņš 59:54 (EQ) | (0:0, 0:0, 5:0) |           | Widzów: 1925 Sędzia główny: Vladimír Baluška Sędziowie liniowi: Daniel Konc |

| 16 maja 2010 | Szwecja | 3:1 | Kanada | SAP Arena, Mannheim |

| Szczegóły      | Szczegóły                                                           | Szczegóły       | Szczegóły           | Szczegóły                                                                  |
| -------------- | ------------------------------------------------------------------- | --------------- | ------------------- | -------------------------------------------------------------------------- |
| Godzina: 20:15 | J. Harju 02:35 (EQ) J. Andersson 21:47 (EQ) J. Andersson 24:51 (EQ) | (1:0, 2:0, 0:1) | 46:57 (EQ) B. Laich | Widzów: 4289 Sędzia główny: Tom Laaksonen Sędziowie liniowi: Thomas Sterns |

| 17 maja 2010 | Norwegia | 3:2 | Szwajcaria | SAP Arena, Mannheim |

| Szczegóły      | Szczegóły                                                        | Szczegóły       | Szczegóły                                    | Szczegóły                                                                    |
| -------------- | ---------------------------------------------------------------- | --------------- | -------------------------------------------- | ---------------------------------------------------------------------------- |
| Godzina: 16:15 | A. Bastiansen 03:55 (EQ) L. Spets 06:53 (EQ) M. Aasen 18:39 (EQ) | (3:1, 0:0, 0:1) | 07:49 (EQ) D. Brunner 57:49 (EQ) J. Vauclair | Widzów: 1896 Sędzia główny: Daniel Konc Sędziowie liniowi: Konstantin Olenin |

| 17 maja 2010 | Czechy | 3:1 | Łotwa | SAP Arena, Mannheim |

| Szczegóły      | Szczegóły                                                          | Szczegóły       | Szczegóły            | Szczegóły                                                                       |
| -------------- | ------------------------------------------------------------------ | --------------- | -------------------- | ------------------------------------------------------------------------------- |
| Godzina: 20:15 | T. Rolinek 22:21 (SH) T. Rolinek 37:51 (SH) R. Červenka 52:51 (EQ) | (0:0, 2:0, 1:1) | 52:05 (EQ) S. Pečura | Widzów: 3354 Sędzia główny: Rafaił Kadyrow Sędziowie liniowi: Daniel Piechaczek |

| 18 maja 2010 | Kanada | 2:3 | Czechy | SAP Arena, Mannheim |

| Szczegóły      | Szczegóły                                   | Szczegóły       | Szczegóły                                                    | Szczegóły                                                                 |
| -------------- | ------------------------------------------- | --------------- | ------------------------------------------------------------ | ------------------------------------------------------------------------- |
| Godzina: 16:15 | R. Whitney 06:59 (PP) M. Duchene 58:49 (EQ) | (1:1, 0:2, 1:0) | 18:20 (SH) L. Kašpar 32:19 (EQ) J. Jágr 38:18 (PP) J. Klepiš | Widzów: 6466 Sędzia główny: Jari Levonen Sędziowie liniowi: Thomas Sterns |

| 18 maja 2010 | Szwajcaria | 0:5 | Szwecja | SAP Arena, Mannheim |

| Szczegóły      | Szczegóły | Szczegóły       | Szczegóły | Szczegóły                                                                     |
| -------------- | --------- | --------------- | --- | ----------------------------------------------------------------------------- |
| Godzina: 20:15 |           | (0:1, 0:2, 0:2) | 03:02 (EQ) M. Pääjärvi Svensson 20:48 (EQ) J. Harju 23:40 (EQ) V. Hednan 43:53 (EQ) F. Pettersson 44:41 (EQ) M. Pääjärvi Svensson | Widzów: 5757 Sędzia główny: Vladimír Baluška Sędziowie liniowi: Tom Laaksonen |

Tabela
Lp. = lokata, M = liczba rozegranych spotkań, W = Wygrane, WpD = Wygrane po dogrywce lub karnych, PpD = Porażki po dogrywce lub karnych, P = Porażki, G+ = Gole strzelone, G- = Gole stracone, Pkt = Liczba zdobytych punktów
| Lp. | Zespół     | M | Pkt | W | WpD | PpD | P | G + | G - | +/- |
| --- | ---------- | - | --- | - | --- | --- | - | --- | --- | --- |
| 1   | Szwecja    | 5 | 12  | 4 | 0   | 0   | 1 | 18  | 7   | +11 |
| 2   | Szwajcaria | 5 | 9   | 3 | 0   | 0   | 2 | 12  | 12  | 0   |
| 3   | Czechy     | 5 | 9   | 3 | 0   | 0   | 2 | 12  | 10  | +2  |
| 4   | Kanada     | 5 | 6   | 2 | 0   | 0   | 3 | 22  | 12  | +10 |
| 5   | Norwegia   | 5 | 6   | 2 | 0   | 0   | 3 | 9   | 26  | -17 |
| 6   | Łotwa      | 5 | 3   | 1 | 0   | 0   | 4 | 10  | 16  | -6  |

### Grupa G
Wyniki
| 15 maja 2010 | Stany Zjednoczone | 10:0 | Kazachstan | Lanxess Arena, Kolonia |

| Szczegóły      | Szczegóły | Szczegóły       | Szczegóły | Szczegóły                                                                 |
| -------------- | --- | --------------- | --------- | ------------------------------------------------------------------------- |
| Godzina: 16:15 | T.J. Oshie 00:55 (EQ) K. Okposo 01:13 (EQ) M. Gilroy 06:53 (PP) M. Gilroy 10:20 (EQ) N. Foligno 28:03 (EQ) R. Potulny 36:34 (EQ) M. Gilroy 36:46 (EQ) B. Dubinsky 38:44 (PP) T. Kennedy 39:29 (PP) C. Kreider 58:57 (EQ) | (4:0, 5:0, 1:0) |           | Widzów: 4529 Sędzia główny: Marc Muylaert Sędziowie liniowi: Chris Savage |

| 15 maja 2010 | Włochy | 1:2 | Francja | SAP Arena, Mannheim |

| Szczegóły      | Szczegóły                  | Szczegóły       | Szczegóły                             | Szczegóły                                                               |
| -------------- | -------------------------- | --------------- | ------------------------------------- | ----------------------------------------------------------------------- |
| Godzina: 16:15 | M. Strazzabosco 51:04 (PP) | (0:1, 0:0, 1:1) | 04:34 (EQ) B. Amar 43:14 (PP) L. Gras | Widzów: 3173 Sędzia główny: Tom Laaksonen Sędziowie liniowi: Tom Sterns |

| 16 maja 2010 | Francja | 0:4 | Stany Zjednoczone | Lanxess Arena, Kolonia |

| Szczegóły      | Szczegóły | Szczegóły       | Szczegóły                                                                                | Szczegóły                                                                      |
| -------------- | --------- | --------------- | ---------------------------------------------------------------------------------------- | ------------------------------------------------------------------------------ |
| Godzina: 12:15 |           | (0:0, 0:2, 0:2) | 24:49 (EQ) N. Foligno 34:06 (EQ) B. Dubinsky 41:36 (PP) T.J. Oshie 53:41 (EQ) N. Foligno | Widzów: 4325 Sędzia główny: Vladimír Šindler Sędziowie liniowi: Patrik Sjoberg |

| 16 maja 2010 | Włochy | 2:1 | Kazachstan | SAP Arena, Mannheim |

| Szczegóły      | Szczegóły                                    | Szczegóły       | Szczegóły                | Szczegóły                                                                     |
| -------------- | -------------------------------------------- | --------------- | ------------------------ | ----------------------------------------------------------------------------- |
| Godzina: 12:15 | C. Borgatello 46:43 (EQ) M. Souza 49:30 (PP) | (0:0, 0:0, 2:1) | 44:37 (PP) R. Starczenko | Widzów: 1934 Sędzia główny: Jari Levonen Sędziowie liniowi: Daniel Piechaczek |

| 18 maja 2010 | Stany Zjednoczone | 3:2 pk. | Włochy | Lanxess Arena, Kolonia |

| Szczegóły      | Szczegóły                                                          | Szczegóły                 | Szczegóły                                     | Szczegóły                                                                   |
| -------------- | ------------------------------------------------------------------ | ------------------------- | --------------------------------------------- | --------------------------------------------------------------------------- |
| Godzina: 12:15 | B. Dubinsky 11:45 (PP) R. Potulny 51:08 (PP) T.J. Oshie 65:00 (PS) | (1:0, 0:1, 1:1, 0:0, 1:0) | 34:00 (EQ) G. Scandella 46:49 (EQ) S. Margoni | Widzów: 5864 Sędzia główny: Christer Larking Sędziowie liniowi: Milan Minář |

| 18 maja 2010 | Kazachstan | 3:5 | Francja | SAP Arena, Mannheim |

| Szczegóły      | Szczegóły                                                                     | Szczegóły       | Szczegóły                                                                                                 | Szczegóły                                                                       |
| -------------- | ----------------------------------------------------------------------------- | --------------- | --- | ------------------------------------------------------------------------------- |
| Godzina: 12:15 | D. Dudariew 10:30 (EQ) R. Starczenko 15:55 (PP) W. Krasnosłobodcew 53:18 (EQ) | (2:3, 0:1, 1:1) | 08:39 (PP) S. Treille 12:19 (EQ) L. Meunier 13:43 (EQ) L. Gras 29:46 (PP) B. Amar 48:42 (EQ) P. Bellemare | Widzów: 7845 Sędzia główny: Rafaił Kadyrow Sędziowie liniowi: Konstantin Olenin |

Tabela
Lp. = lokata, M = liczba rozegranych spotkań, W = Wygrane, WpD = Wygrane po dogrywce lub karnych, PpD = Porażki po dogrywce lub karnych, P = Porażki, G+ = Gole strzelone, G- = Gole stracone, Pkt = Liczba zdobytych punktów
| Lp. | Zespół            | M | Pkt | W | WpD | PpD | P | G + | G - | +/- |
| --- | ----------------- | - | --- | - | --- | --- | - | --- | --- | --- |
| 1   | Stany Zjednoczone | 3 | 8   | 2 | 1   | 0   | 0 | 17  | 2   | +15 |
| 2   | Francja           | 3 | 6   | 2 | 0   | 0   | 1 | 7   | 8   | -1  |
| 3   | Włochy            | 3 | 4   | 1 | 0   | 1   | 1 | 5   | 6   | -1  |
| 4   | Kazachstan        | 3 | 0   | 0 | 0   | 0   | 3 | 4   | 17  | -13 |

## Faza pucharowa
|  |                         |              |                        |                        |   |           |                        |                        |                        |                        |                   |       |       |
|  | Ćwierćfinały            | Ćwierćfinały | Ćwierćfinały           |                        |   | Półfinały | Półfinały              | Półfinały              |                        |                        | Finał             | Finał | Finał |
|  | Ćwierćfinały            | Ćwierćfinały | Ćwierćfinały           |                        |   | Półfinały | Półfinały              | Półfinały              |                        |                        | Finał             | Finał | Finał |
|  | 20 maja 2010 – Kolonia  |              |                        |                        |   |           |                        |                        |                        |                        |                   |       |       |
|  |                         |              |                        |                        |   |           |                        |                        |                        |                        |                   |       |       |
|  | Rosja                   | Rosja        | 5                      |                        |   |           |                        |                        |                        |                        |                   |       |       |
|  | Rosja                   | Rosja        | 5                      | 22 maja 2010 – Kolonia |   |           |                        |                        |                        |                        |                   |       |       |
|  | Kanada                  | Kanada       | 2                      |                        |   |           |                        |                        |                        |                        |                   |       |       |
|  | Kanada                  | Kanada       | 2                      |                        |   | Rosja     | Rosja                  | 2                      |                        |                        |                   |       |       |
|  | 20 maja 2010 – Mannheim |              |                        |                        |   | Rosja     | Rosja                  | 2                      |                        |                        |                   |       |       |
|  |                         |              | Niemcy                 | Niemcy                 | 1 |           |                        |                        |                        |                        |                   |       |       |
|  | Szwajcaria              | Szwajcaria   | Niemcy                 | Niemcy                 | 1 | 0         |                        |                        |                        |                        |                   |       |       |
|  | Szwajcaria              | Szwajcaria   |                        |                        |   | 0         | 23 maja 2010 – Kolonia |                        |                        |                        |                   |       |       |
|  | Niemcy                  | Niemcy       | 1                      |                        |   |           |                        |                        |                        |                        |                   |       |       |
|  | Niemcy                  | Niemcy       | 1                      |                        |   | Rosja     | Rosja                  | 1                      |                        |                        |                   |       |       |
|  | 20 maja 2010 – Kolonia  |              |                        |                        |   | Rosja     | Rosja                  | 1                      |                        |                        |                   |       |       |
|  |                         |              | Czechy                 | Czechy                 | 2 |           |                        |                        |                        |                        |                   |       |       |
|  | Szwecja                 | Szwecja      | Czechy                 | Czechy                 | 2 | 4         |                        |                        |                        |                        |                   |       |       |
|  | Szwecja                 | Szwecja      | 22 maja 2010 – Kolonia |                        |   | 4         |                        |                        |                        |                        |                   |       |       |
|  | Dania                   | Dania        | 2                      |                        |   |           |                        |                        |                        |                        |                   |       |       |
|  | Dania                   | Dania        | 2                      |                        |   | Szwecja   | Szwecja                | 2                      | Mecz o 3. miejsce      | Mecz o 3. miejsce      | Mecz o 3. miejsce |       |       |
|  | 20 maja 2010 – Mannheim |              |                        |                        |   | Szwecja   | Szwecja                | 2                      | Mecz o 3. miejsce      | Mecz o 3. miejsce      | Mecz o 3. miejsce |       |       |
|  |                         |              | Czechy                 | Czechy                 | 3 |           |                        | 23 maja 2010 – Kolonia | 23 maja 2010 – Kolonia | 23 maja 2010 – Kolonia |                   |       |       |
|  | Finlandia               | Finlandia    | Czechy                 | Czechy                 | 3 | 1         |                        | 23 maja 2010 – Kolonia | 23 maja 2010 – Kolonia | 23 maja 2010 – Kolonia |                   |       |       |
|  | Finlandia               | Finlandia    |                        |                        |   |           |                        | Niemcy                 | Niemcy                 | 1                      |                   |       |       |
|  | Czechy                  | Czechy       | 2                      |                        |   |           |                        |                        | Niemcy                 | 1                      |                   |       |       |
|  | Czechy                  | Czechy       | 2                      |                        |   |           |                        | Szwecja                | Szwecja                | 3                      |                   |       |       |
|  |                         |              |                        |                        |   |           |                        |                        | Szwecja                | 3                      |                   |       |       |

### Ćwierćfinały
| 20 maja 2010 | Finlandia | 1:2 pk. | Czechy | Lanxess Arena, Kolonia |

| Szczegóły      | Szczegóły              | Szczegóły                 | Szczegóły                                | Szczegóły                                                                  |
| -------------- | ---------------------- | ------------------------- | ---------------------------------------- | -------------------------------------------------------------------------- |
| Godzina: 16:15 | P. Kontiola 00:55 (EQ) | (1:0, 0:0, 0:1, 0:0, 0:1) | 41:12 (PP) J. Klepiš 70:00 (PS) J. Marek | Widzów: 9258 Sędzia główny: Chris Savage Sędziowie liniowi: Patrik Sjoberg |

| 20 maja 2010 | Szwecja | 4:2 | Dania | SAP Arena, Mannheim |

| Szczegóły      | Szczegóły                                                                             | Szczegóły       | Szczegóły                                   | Szczegóły                                                                     |
| -------------- | ------------------------------------------------------------------------------------- | --------------- | ------------------------------------------- | ----------------------------------------------------------------------------- |
| Godzina: 16:15 | M. Nilson 14:58 (PP) J. Andersson 27:21 (EQ) R. Wallin 32:29 (SH) L. Omark 53:17 (PP) | (1:0, 2:1, 1:1) | 33:18 (EQ) J. Damgaard 57:35 (PP) M. Madsen | Widzów: 3487 Sędzia główny: Jari Levonen Sędziowie liniowi: Daniel Piechaczek |

| 20 maja 2010 | Rosja | 5:2 | Kanada | Lanxess Arena, Kolonia |

| Szczegóły      | Szczegóły | Szczegóły       | Szczegóły                                   | Szczegóły                                                                         |
| -------------- | --- | --------------- | ------------------------------------------- | --------------------------------------------------------------------------------- |
| Godzina: 20:15 | M. Afinogienow 19:02 (EQ) P. Daciuk 21:45 (PP) J. Małkin 37:31 (PP) S. Fiodorow 47:31 (EQ) J. Małkin 56:56 (EN) | (1:0, 2:0, 3:2) | 53:52 (EQ) J. Tavares 59:46 (EQ) M. Duchene | Widzów: 12274 Sędzia główny: Christer Larking Sędziowie liniowi: Vladimír Šindler |

| 20 maja 2010 | Szwajcaria | 0:1 | Niemcy | SAP Arena, Mannheim |

| Szczegóły      | Szczegóły | Szczegóły       | Szczegóły             | Szczegóły                                                                   |
| -------------- | --------- | --------------- | --------------------- | --------------------------------------------------------------------------- |
| Godzina: 20:15 |           | (0:0, 0:1, 0:0) | 30:46 (EQ) P. Gogulla | Widzów: 12500 Sędzia główny: Tom Laaksonen Sędziowie liniowi: Thomas Sterns |

### Półfinały
| 22 maja 2010 | Szwecja | 2:3 pk. | Czechy | Lanxess Arena, Kolonia |

| Szczegóły      | Szczegóły                                  | Szczegóły                 | Szczegóły                                                       | Szczegóły                                                                |
| -------------- | ------------------------------------------ | ------------------------- | --------------------------------------------------------------- | ------------------------------------------------------------------------ |
| Godzina: 14:00 | J. Harju 08:29 (EQ) A. Engqvist 31:25 (EQ) | (1:1, 1:0, 0:1, 0:0, 0:1) | 17:28 (EQ) T. Mojžíš 59:52 (EQ) K. Rachůnek 70:00 (PS) J. Marek | Widzów: 13437 Sędzia główny: Rick Looker Sędziowie liniowi: Chris Savage |

| 22 maja 2010 | Rosja | 2:1 | Niemcy | Lanxess Arena, Kolonia |

| Szczegóły      | Szczegóły                                 | Szczegóły       | Szczegóły         | Szczegóły                                                                     |
| -------------- | ----------------------------------------- | --------------- | ----------------- | ----------------------------------------------------------------------------- |
| Godzina: 18:00 | J. Małkin 31:07 (EQ) P. Daciuk 58:10 (EQ) | (0:1, 1:0, 1:0) | 15:30 (PP) M. Goc | Widzów: 18734 Sędzia główny: Vladimír Baluška Sędziowie liniowi: Jari Levonen |

### Mecz o trzecie miejsce
| 23 maja 2010 | Szwecja | 3:1 | Niemcy | Lanxess Arena, Kolonia |

| Szczegóły      | Szczegóły                                                                       | Szczegóły       | Szczegóły           | Szczegóły                                                                     |
| -------------- | ------------------------------------------------------------------------------- | --------------- | ------------------- | ----------------------------------------------------------------------------- |
| Godzina: 16:15 | M. Pääjärvi Svensson 02:56 (EQ) J. Andersson 43:57 (EQ) J. Andersson 59:27 (EN) | (1:0, 0:1, 2:0) | 36:03 (EQ) A. Barta | Widzów: 15873 Sędzia główny: Chris Savage Sędziowie liniowi: Vladimír Šindler |

### Finał
| 23 maja 2010 | Rosja | 1:2 | Czechy | Lanxess Arena, Kolonia |

| Szczegóły      | Szczegóły            | Szczegóły       | Szczegóły                                  | Szczegóły                                                                     |
| -------------- | -------------------- | --------------- | ------------------------------------------ | ----------------------------------------------------------------------------- |
| Godzina: 20:30 | P. Daciuk 59:24 (EQ) | (0:1, 0:1, 1:0) | 00:20 (EQ) J. Klepiš 38:13 (EQ) T. Rolinek | Widzów: 19132 Sędzia główny: Vladimír Baluška Sędziowie liniowi: Jari Levonen |

## Statystyki
| Lp. | Zawodnik             | Mecze | Gole |
| --- | -------------------- | ----- | ---- |
| 1.  | John Tavares         | 7     | 7    |
| 2.  | Pawieł Daciuk        | 6     | 6    |
| 3.  | Jonas Andersson      | 9     | 6    |
| 4.  | Jewgienij Małkin     | 5     | 5    |
| 5.  | Aleksander Owieczkin | 9     | 5    |
| 5.  | M. Pääjärvi Svensson | 9     | 5    |

| Lp. | Zawodnik         | Mecze | Asysty |
| --- | ---------------- | ----- | ------ |
| 1.  | Ilja Kowalczuk   | 9     | 10     |
| 2.  | Brandon Dubinsky | 6     | 7      |
| 3.  | Petteri Nummelin | 6     | 6      |
| 4.  | Ray Whitney      | 7     | 6      |
| 5.  | Brent Burns      | 7     | 5      |
| 5.  | Peter Regin      | 7     | 5      |

| Lp. | Zawodnik             | Gole | Asys | Pkt |
| --- | -------------------- | ---- | ---- | --- |
| 1.  | Ilja Kowalczuk       | 2    | 10   | 12  |
| 2.  | Brandon Dubinsky     | 2    | 10   | 12  |
| 3.  | M. Pääjärvi Svensson | 5    | 4    | 9   |
| 4.  | Ray Whitney          | 2    | 6    | 8   |
| 5.  | John Tavares         | 7    | 0    | 7   |
| 6.  | Pawieł Daciuk        | 6    | 1    | 7   |

| Lp. | Zawodnik             | Mecze | Minuty |
| --- | -------------------- | ----- | ------ |
| 1.  | Aleksiej Jemielin    | 9     | 33     |
| 2.  | Martin Laumann Ylven | 4     | 31     |
| 3.  | Tommy Jakobsen       | 4     | 29     |
| 4.  | Steve Downie         | 7     | 28     |
| 5.  | Pål Grotnes          | 5     | 25     |
| 6.  | Timo Helbling        | 7     | 25     |

| Lp. | Zawodnik             | Mecze | +/- |
| --- | -------------------- | ----- | --- |
| 1.  | M. Pääjärvi Svensson | 9     | +8  |
| 2.  | Ilja Kowalczuk       | 9     | +8  |
| 3.  | Witalij Atiuszow     | 9     | +8  |
| 4.  | Andres Ambühl        | 7     | +7  |
| 5.  | Maksim Afinogienow   | 9     | +7  |
| 5.  | Rickard Wallin       | 9     | +7  |

| Lp. | Zawodnik          | GAA  | Obrona |
| --- | ----------------- | ---- | ------ |
| 1.  | Dennis Endras     | 1.15 | 96.13% |
| 2.  | Siemion Warłamow  | 1.41 | 95.07% |
| 3.  | Daniel Bellissimo | 2.05 | 94.77% |
| 4.  | Tomáš Vokoun      | 1.57 | 94.44% |
| 5.  | Andriej Miezin    | 1.96 | 94.23% |
| 6.  | Scott Clemmensen  | 1.56 | 94.12% |

## Wyróżnienia turnieju
- Najlepsi zawodnicy wybrani przez dyrektoriat:
  - Najbardziej Wartościowy Gracz (MVP):  Dennis Endras
  - Najlepszy bramkarz:  Dennis Endras
  - Najlepszy obrońca:  Petteri Nummelin
  - Najlepszy napastnik:  Pawieł Daciuk

- Drużyna Gwiazd wybrana przez dziennikarzy:
  - Bramkarz:  Dennis Endras
  - Obrona:  Petteri Nummelin,  Christian Ehrhoff
  - Atak:  Magnus Pääjärvi Svensson,  Pawieł Daciuk,  Jewgienij Małkin

## Klasyfikacja końcowa
| Lp. | Drużyna           |
| --- | ----------------- |
|     | Czechy            |
|     | Rosja             |
|     | Szwecja           |
| 4   | Niemcy            |
| 5   | Szwajcaria        |
| 6   | Finlandia         |
| 7   | Kanada            |
| 8   | Dania             |
| 9   | Norwegia          |
| 10  | Białoruś          |
| 11  | Łotwa             |
| 12  | Słowacja          |
| 13  | Stany Zjednoczone |
| 14  | Francja           |
| 15  | Włochy            |
| 16  | Kazachstan        |